# La Biographie de Luka Philipsen
Pour les articles homonymes, voir Philipsen.
Albums de Keren Ann
La Disparition
(2002)
La Biographie de Luka Philipsen est le premier album en français de Keren Ann, il est sorti en 2000. Une édition limitée contient le titre Bright Stones et de nouvelles versions de Dimanche en hiver, Sur le fil et Aéroplane.

## Liste des morceaux
Toutes les chansons sont écrites et composées par Keren Ann Zeidel et Benjamin Biolay sauf « Peut-être » et « Deux » par Keren Ann Zeidel uniquement.
| No  | Titre                 | Durée |
| --- | --------------------- | ----- |
| 1.  | Dimanche en hiver     |       |
| 2.  | Dans ma ville         |       |
| 3.  | Seule                 |       |
| 4.  | On est loin           |       |
| 5.  | Sur le fil            |       |
| 6.  | Peut-être             |       |
| 7.  | Reste là              |       |
| 8.  | Décrocher les étoiles |       |
| 9.  | Jardin d’hiver        |       |
| 10. | Aéroplane             |       |
| 11. | Deux                  |       |
| 12. | Les Mercenaires       |       |
| 13. | Autour de l’arbre     |       |